# Kolonia (SIMC 0633768)
Kolonia (dawniej też Kolonia Janików) – kolonia w Polsce, położona w województwie mazowieckim, w powiecie przysuskim, w gminie Przysucha.
W latach 1975–1998 miejscowość administracyjnie należała do województwa radomskiego.

## Kolonie o nazwie Kolonia w gminie Przysucha
W gminie Przysucha istnieją dwie miejscowości podstawowe typu kolonia o nazwie Kolonia. Niniejszy artykuł dotyczy kolonii, która posiada identyfikator SIMC 0633768. Drugą z nich jest kolonia Kolonia, która posiada identyfikator SIMC 0632208.